# Chăm (popolo)

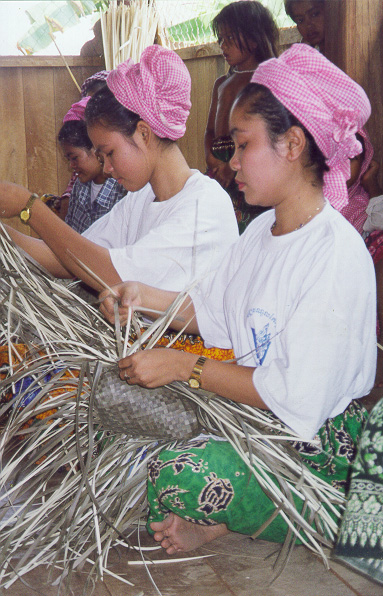
Donne di etnia chăm che costruiscono cesti di vimini

Il popolo chăm (in vietnamita Người Chăm) è un gruppo etnico asiatico stanziato principalmente in Vietnam, dove fa parte dei 54 gruppi etnici ufficialmente riconosciuti, e in Cambogia. Costituiscono in questi paesi il cuore delle comunità musulmane. Sono i discendenti degli abitanti del glorioso Regno Champa, che per molti secoli ebbe il controllo dei territori costieri dell'Annam nell'Indocina sud-orientale, al confine con l'Impero Khmer e del Regno Lao di Lan Xang.
Circa centomila cham vivono nelle città di Phan Rang-Tháp Chàm e Phan Thiết, nel Vietnam meridionale. Altre comunità di chăm si trovano nella città di Ho Chi Minh, nome odierno di Saigon. La comunità più popolosa si trova in Cambogia, nelle province di Tbong Khmum e Kampong Cham, dove vivono tra i 500.000 ed un milione. Una comunità di circa 4.000 cham si è stanziata nella Thailandia del Sud.
La lingua chăm, simile al malese, fa parte del gruppo maleo-polinesiaco della famiglia austronesiana.

## Storia

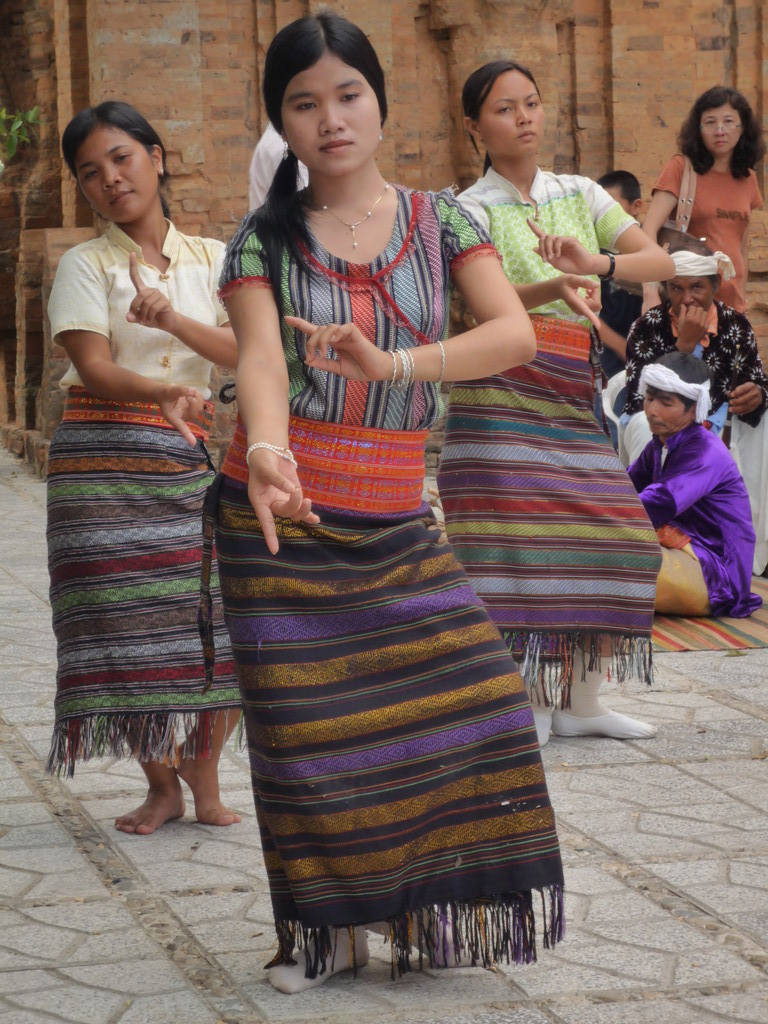
Danzatrici Chăm

Il popolo Chăm era stanziato sulle coste del Vietnam centro-meridionale, dove fiorì il Regno Champa, tra il VII e il XV secolo. Tale Stato fu preceduto nella regione dal regno chiamato nelle fonti cinesi "Lin-yi" o "Lâm Âp", sorto nel 192. Il Champa declinò gradualmente sotto la costante pressione espansionistica dei Dai Viet, che controllavano in origine l'attuale Vietnam settentrionale. Al culmine della sua prosperità il regno controllava i territori tra Huế, nella ex-provincia dell'impero cinese Annam, e il delta del fiume Mekong.
I Chăm vennero descritti agli inizi del V secolo dal viaggiatore cinese Fǎxiǎn, che fece scalo nella regione al ritorno dall'India. Faxian riferisce del loro aspetto fisico, con un marcato naso diritto e capelli neri arricciati, e parla del rito funerario della cremazione, accompagnato dal suono dei tamburi.
I cham sono di etnia malayo-polinesiana e praticavano una forma di induismo śivaita. Avevano ripreso il sistema di caste in vigore in India, pur riservando alle donne un ruolo di rilievo negli affari familiari e nel matrimonio. Era anche praticata la cerimonia funeraria del sati. Non mangiavano carne bovina. L'alfabeto era basato su quello sanscrito.
Erano divisi in due gruppi etnici principali, i Dua al nord e i Cau al sud, distinti per usi e costumi e talvolta in conflitto. La pacifica convivenza era assicurata mediante matrimoni.
Furono soprattutto marinai, e la ricchezza del Regno Champa si basò prevalentemente sui commerci marittimi e sulla potente flotta da guerra, composta da rapide navi, con le quali praticavano anche la pirateria.
Quando nel X e XI secolo  i mercanti arabi arrivarono sulle coste vietnamite sulla rotta verso la Cina, l'Islam cominciò ad attecchire mentre l'induismo fu progressivamente riservato alle classi sociali più alte.

## Le migrazioni
Nel 1471, i vietnamiti conquistarono la capitale Champa Vijaya, e fecero del principato meridionale di Panduranga un loro vassallo. Tra il 1606 e il 1676, anche il re del Champa si convertì all'Islam. Nel 1720, il re vietnamita Minh Mõng iniziò una politica di persecuzione contro i Chăm. Nel 1832, gli ultimi territori cham furono annessi al Vietnam e l'ultimo re musulmano del Champa, Pô Chien, guidò i resti del suo popolo nel sud della Cambogia. Altri gruppi migrarono verso Trengganu, nell'odierna Malaysia, verso l'isola di Hainan, dove oggi sono conosciuti come utsuls. L'area occupata dal gruppo di Pô Chien è quella dell'odierna Kampong Cham. Altri gruppi di Chăm migrarono nelle province vietnamite di An Giang, Phan Rang-Thap Cham, Ho Chi Minh e Phan Thiet.
Oggi i chăm vivono soprattutto lungo le coste centrali del Vietnam e nella zona del delta del Mekong. Hanno due distinte comunità religiose: i musulmani (o chăm bani), che sono la maggioranza, e gli indù (o balamon). Sebbene condividano la lingua e le origini, i matrimoni tra componenti delle due comunità sono vietati. Un piccolo gruppo di chăm si è convertito al Buddhismo Mahāyāna.
Ai chăm della Malesia è riconosciuta la privilegiata condizione di Bumiputra, che li equipara ai nativi malesi.